# Anabolia anatolica
Anabolia anatolica là một loài Trichoptera trong họ Limnephilidae. Chúng phân bố ở miền Cổ bắc.